# Minoa murinata
« Souris » redirige ici. Pour les autres significations, voir Souris (homonymie).
Pour les articles homonymes, voir Phalène.
Espèce
Minoa murinata, la Souris ou Phalène de l'euphorbe, est une espèce de lépidoptères (papillons) de la famille des Geometridae.

## Liste des sous-espèces
Selon Catalogue of Life (18 mai 2015) :
- sous-espèce Minoa murinata amylaria De la Harpe, 1851
- sous-espèce Minoa murinata limburgia Lempke, 1969

## Habitats
Stations essentiellement collinéennes, biotopes herbacés lisières et steppes arborées. Plante hôte : Euphorbe petit-cyprès.

## Biologie
Bivoltin: avril/juin puis juillet/août.